# Mongoloraphidia sororcula
Mongoloraphidia sororcula är en halssländeart som först beskrevs av H. Aspöck och U. Aspöck 1966.  Mongoloraphidia sororcula ingår i släktet Mongoloraphidia och familjen ormhalssländor. Inga underarter finns listade i Catalogue of Life.